# Mientras (álbum)
Mientras es el octavo álbum de estudio de la banda uruguaya de rock, Buitres Después de la Una.

## Historia
Mientras era uno de los discos más esperados del año, en un momento en el que el rock uruguayo vivía un momento de auge.
Cuenta con la producción de Michel Peyronel, artista con carrera en grupos como Riff y Los Violadores, entre otros.
El disco se convirtió en 20 días en Disco de oro y en febrero de 2006 alcanzó el Disco de platino.
En los Premios Graffiti de 2004 obtuvo 3 premios: "Mejor Álbum", "Mejor Compositor" (Parodi, Peluffo, Rambao, Villar) y "Mejor Productor" (Michel Peyronel).
En el año 2013 la banda festejó el décimo aniversario de este disco y los veinte de Maraviya con una serie de conciertos temáticos en la Trastienda Club de Montevideo.

## Lista de canciones
Todas las canciones compuestas por Gustavo Parodi, Gabriel Peluffo, José Rambao y Jorge Villar, excepto las indicadas
| N.º | Título                                                    | Duración |  |
| 1.  | «Soy del montón»                                          | 3:24     |  |
| 2.  | «Gin»                                                     | 2:45     |  |
| 3.  | «Bajo la luna»                                            | 3:23     |  |
| 4.  | «Perdiendo el trabajo»                                    | 3:14     |  |
| 5.  | «Que pena me da»                                          | 3:28     |  |
| 6.  | «Es decir»                                                | 5:12     |  |
| 7.  | «Besos»                                                   | 3:32     |  |
| 8.  | «La misma canción»                                        | 2:32     |  |
| 9.  | «Pelo azul»                                               | 3:46     |  |
| 10. | «Mincho bar»                                              | 3:28     |  |
| 11. | «Mientras»                                                | 3:10     |  |
| 12. | «Fresias»                                                 | 4:11     |  |
| 13. | «Lunfardamente»                                           | 3:24     |  |
| 14. | «Quiero pasarla bien (Miguel González y Teresa González)» | 3:11     |  |

## Créditos
Músicos
- Gustavo Parodi: guitarra y voz
- Gabriel Peluffo: voz y Armónica
- José Rambao: bajo
- Jorge Villar: batería

Músico Adicional
- Cuico Perazzo: Coros

Producción
- Claudio Romandini: Grabación en el Estudio "Del Abasto al Pasto", Provincia de Buenos Aires y Masterización en "Circo Beat", Buenos Aires.
- Daniel Báez: Remasterización en marzo de 2003 en Estudios OCTOPUS, Uruguay.
- Beto García: Producción Ejecutiva
- Michel Peyronel: Producción
- Alejandro Noya y "Coco" Ospitaletche: Fotografías
- Santiago Guidotti (Guay): Diseño Gráfico